# Hopfen am See
Hopfen am See est un village formant un quartier de la ville allemande de Füssen (Bavière) dans l'arrondissement d'Ostallgäu.

## Le village

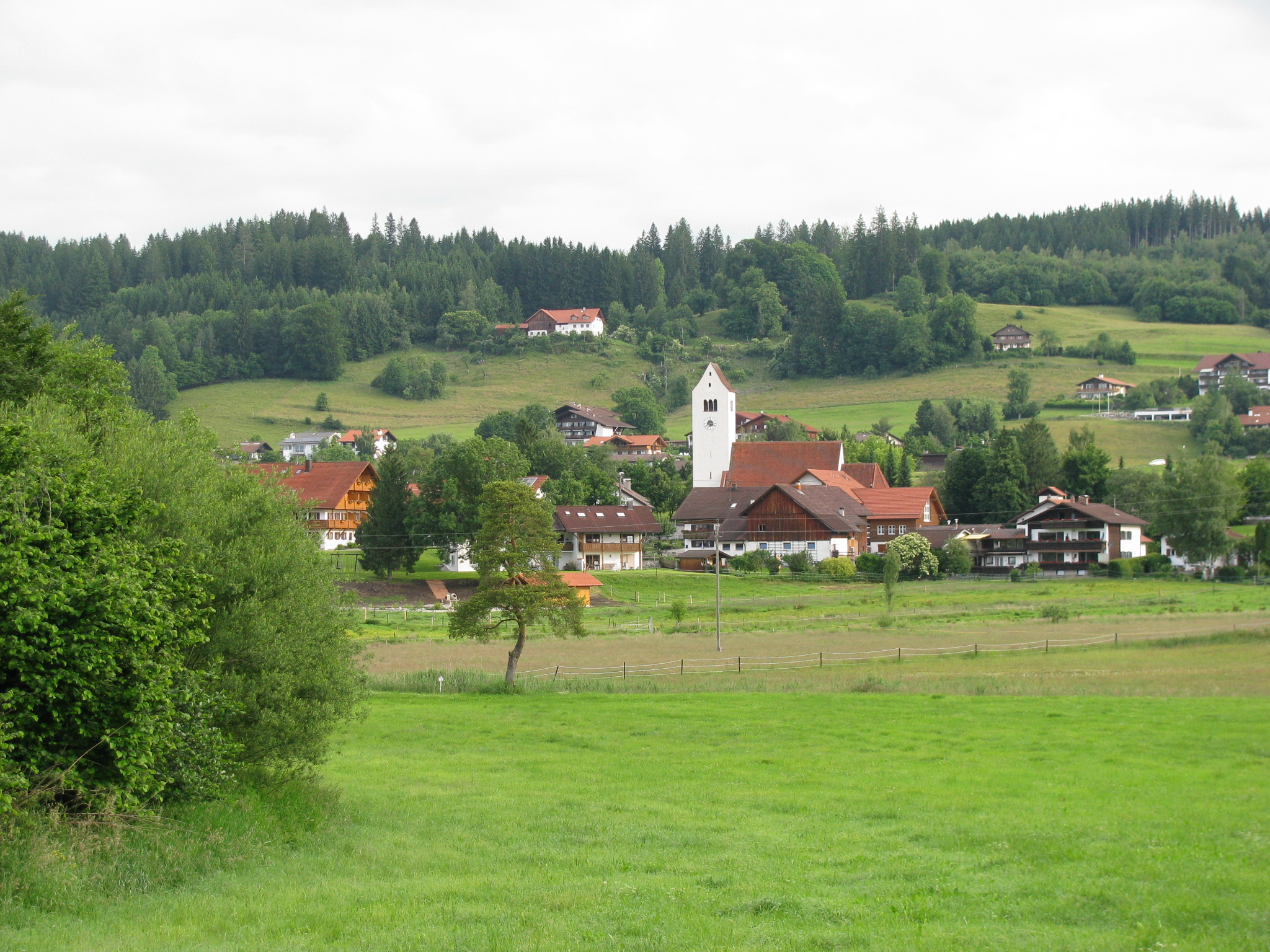
Hopfen am See, vue du Sud

Hopfen am See est une station climatique et thermale située sur la rive nord du Hopfensee (de) à environ 4 kilomètres au nord-ouest de Füssen et à une altitude de 801 mètres. Des établissements pour curistes, des hôtels et un camping y sont établis.
Les ruines du château d'Hopfen subsistent sur une colline surplombant le village.

## Personnalités nées à Hopfen am See
- Volker Prechtel (1941-1997), acteur